# Jörg Denzel
Jörg Denzel (* 1941) ist ein ehemaliger deutscher Automobilrennfahrer.

## Karriere
Jörg Denzel startete seine Rennfahrerkarriere Anfang der 1970er Jahre im Tourenwagen-Sport. 1973 bis 1976 und nach einer vierjährigen Pause 1981 fuhr er in der 2. Division der Deutschen Rennsport-Meisterschaft (DRM). Dort pilotierte er BMW- und Ford-Rennwagen. Seine ersten Rennerfahrungen in der DRM sammelte er mit einem BMW 1602 TI und BMW 2002 TI. Zum Ende der Saison 1975 bestritt er einige Rennen mit einem Ford Escort RS 1600. In diesem Jahr erreichte er mit einem 10. Platz sein bestes DRM-Saisonergebnis. Im folgenden Jahr fuhr Denzel in der DRM ausschließlich mit einem BMW 2002. Trotz mehrerer Top-Ten-Platzierungen konnte er nicht wieder an den Erfolg vom Vorjahr anknüpfen. In seinen letzten DRM-Rennen 1981 pilotierte er einen BMW 320i. Das letzte Rennen in dieser Rennserie in Zolder beendete er mit einem 8. Rang in der 2. Division.
Von 1975 bis 1981 nahm er regelmäßig an einigen Langstreckenrennen in der Tourenwagen-Europameisterschaft und der Sportwagen-Weltmeisterschaft teil. In der Sportwagen-Weltmeisterschaft setzten er und seine Fahrerkollegen verschiedene BMW-Rennwagen ein. Seinen ersten Klassensieg und bestes Ergebnis in der Marken-Weltmeisterschaft erreichte er 1976 zusammen mit Norbert Neumann beim 1000-km-Rennen auf dem Nürburgring auf einem BMW 2002 TII, das beide mit einer 12. Gesamtplatzierung und dem Sieg in der Gruppe 5 2.0 beendeten.
In der Tourenwagen-Europameisterschaft fuhr er hauptsächlich BMW-, Ford- und Mercedes-Rennwagen. 1977 bestritt er das 6-Stunden-Rennen am Nürburgring mit einem VW Golf.
Die meisten Grand Prix-Läufe fuhr er auf dem Nürburgring und in Brno. Seinen ersten Gesamtsieg feierte er zusammen mit Werner Schommers und Armin Hahne nach dem Sieg 1978 auf einem Ford Escort RS 2000 beim Grand Prix am Nürburgring.
Größere Bekanntheit erlangte Denzel 1980, als er zusammen mit Clemens Schickentanz auf einem Mercedes-Benz 450 SLC das 6-Stunden-Rennen auf dem Nürburgring gewann.
1982, im letzten Jahr seiner Rennfahrerlaufbahn, startete er mit einem Ford Escort RS in zwei Läufen der 2. Division der Deutschen Automobil-Rennsport-Trophäe auf dem Hockenheimring, die er mit einem zweiten und dritten Platz beendete. Danach zog er sich aus dem Motorsport zurück.

## Statistik

### Einzelergebnisse in der Sportwagen-Weltmeisterschaft
| Saison | Team                 | Rennwagen   | 1   | 2   | 3   | 4   | 5   | 6   | 7   | 8   | 9   | 10  | 11  | 12  | 13  | 14  | 15  | 16  | 17  |
| ------ | -------------------- | ----------- | --- | --- | --- | --- | --- | --- | --- | --- | --- | --- | --- | --- | --- | --- | --- | --- | --- |
| 1976   | Schnitzer Motorsport | BMW 2002    | MUG | VAL | NÜR | MON | SIL | IMO | NÜR | ZEL | PER | WAT | MOS | DIJ | DIJ | SAL |     |     |     |
| 1976   | Schnitzer Motorsport | BMW 2002    |     |     |     | 13  |     |     |     |     |     |     |     |     |     |     |     |     |     |
| 1978   | Lothar Wagner        | BMW 320     | DAY | SEB | MUG | TAL | DIJ | SIL | NÜR | LEM | MIS | DAY | WAT | VAL | ROD |     |     |     |     |
| 1978   | Lothar Wagner        | BMW 320     |     |     |     | DNF |     |     |     |     |     |     |     |     |     |     |     |     |     |
| 1979   | Zakspeed             | Ford Escort | DAY | SEB | MUG | TAL | DIJ | RIV | SIL | NÜR | LEM | PER | DAY | WAT | SPA | BRH | ROA | VAL | ELS |
| 1979   | Zakspeed             | Ford Escort |     |     |     |     | DNF |     |     |     |     |     |     |     |     |     |     |     |     |
| 1981   | Jägermeister         | BMW 320     | DAY | SEB | MUG | MON | RIV | SIL | NÜR | LEM | PER | DAY | WAT | SPA | MOS | ROA | BRH |     |     |
| 1981   | Jägermeister         | BMW 320     |     |     |     | DNF |     |     |     |     |     |     |     |     |     |     |     |     |     |
| 1982   | Jägermeister         | BMW 320     | MON | SIL | NÜR | LEM | SPA | MUG | FUJ | BRH |     |     |     |     |     |     |     |     |     |
| 1982   | Jägermeister         | BMW 320     | DNF |     |     |     |     |     |     |     |     |     |     |     |     |     |     |     |     |